# خوان رامون فلیتا
خوان رامون فلیتا (انگلیسی: Juan Ramón Fleita؛ زادهٔ ۲۳ ژوئن ۱۹۷۲) بازیکن فوتبال اهل آرژانتین است.
از باشگاه‌هایی که در آن بازی کرده‌است می‌توان به باشگاه فوتبال اتلتیکو هوراکان اشاره کرد.